# NGC 4977
NGC 4977 (również PGC 45339 lub UGC 8196) – galaktyka spiralna (Sb), znajdująca się w gwiazdozbiorze Wielkiej Niedźwiedzicy. Odkrył ją William Herschel 14 kwietnia 1789 roku. Jest to galaktyka z aktywnym jądrem typu LINER, jest także zaliczana do radiogalaktyk.